# Fukuchi Gen’ichirō

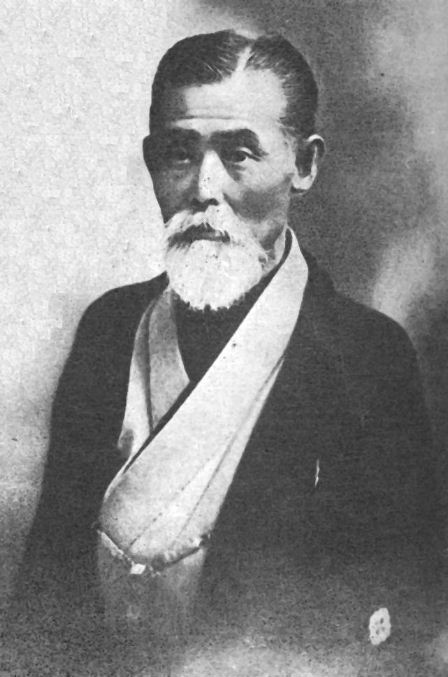
Gen'ichirō Fukuchi

Fukuchi Gen’ichirō (japanisch 福地 源一郎, Pseudonym: Fukuchi Ōchi (Kyūjitai: 福地 櫻癡, Shinjitai: 福地 桜痴); * 13. Mai 1841 in Nagasaki; † 4. Januar 1906) war ein japanischer Autor, Journalist und Staatsmann.

## Leben
Fukuchi wurde als Sohn eines Arztes in Nagasaki geboren. Er studierte Hollandkunde (Rangaku) und Englisch und trat 1858 als Dolmetscher in den Dienst des Tokugawa-Shōgunats. In dessen Auftrag reiste Fukuchi zweimal mit einer Gesandtschaft nach Europa. 1868 gab er die Zeitung Kōko Shimbun (江湖新聞) heraus, in der er einen regierungskritischen und shōgunatsfreundlichen Artikel veröffentlichte, woraufhin ihn die Meiji-Regierung verhaften ließ. Durch den Einsatz von Kido Takayoshi wurde er jedoch für unschuldig befunden und wieder freigelassen. 1870 begann er für das Finanzministerium zu arbeiten. Er nahm in der Folge sowohl an Itō Hirobumis Entsendung nach Amerika, wie auch an der Iwakura-Mission teil.
Von 1874 bis 1888 arbeitete er erst als Chefredakteur, dann als Vorsitzender der Tokyo Nichinichi Shimbun (東京日日新聞). Als Berichterstatter schrieb er u. a. über die Satsuma-Rebellion. Darüber hinaus kritisierte er das 1870 beschlossene Vorhaben der Regierung zur offiziellen Erschließung, Urbarmachung und Besiedelung Hokkaidōs (開拓使官有物払下(げ)事件, kaitaku shikan yūbutsu haraisa(ge) jiken). Als Journalist mit Verbindungen zu politischen Kreisen besaß er großen Einfluss. 1882 gründete er u. a. mit Maruyama Sakura die Partei Rikken Teiseitō (立憲帝政党, „Partei der Kaiserlichen Herrschaft“).
In jener Zeit schrieb er auch politische Romane und Kabuki-Stücke. Er beteiligte sich zudem an der Bewegung für die Reformierung der Schauspielkunst (演劇改良運動, engeki kairyō undō) und eröffnete das bekannte Theater Kabukiza (歌舞伎座) auf der Ginza in Tokyo. 1904 wurde er in das japanische Repräsentantenhaus (Shūgiin) gewählt.